# Navegado
Navegado, ibland kallad navega'o eller vino navegado, är en alkoholhaltig dryck som härstammar från södra Chile, närmare bestämt från staden Concepción. Namnet ”navegado” betyder ”seglad” och syftar på apelsinskivorna som flyter i glaset, vilket påminner om båtar som seglar på havet. Navegado är en traditionell dryck under högtider och avnjuts även under hela vinterperioden. Navegado skall severas varm.
Drycken tillagas traditionellt med chilenskt vin, ofta av druvsorten Cabernet Sauvignon, som ger fylliga och generösa viner med smak av svarta vinbär. Det är också vanligt att använda Carménère, som är Chiles nationaldruva och påminner om Merlot. Även Pinot Noir kan vara ett bra val för att tillreda navegado.
För att tillaga navegado blandas vinet med socker, apelsiner, kryddnejlika och kanelstång. Blandningen värms på svag värme tills den når kokpunkten. Därefter flamberas vinet för att bränna bort alkoholen, vilket samtidigt bidrar till att minska eventuell bitterhet. Drycken serveras varm tillsammans med några skivor färsk apelsin. 